# Badge-Engineering

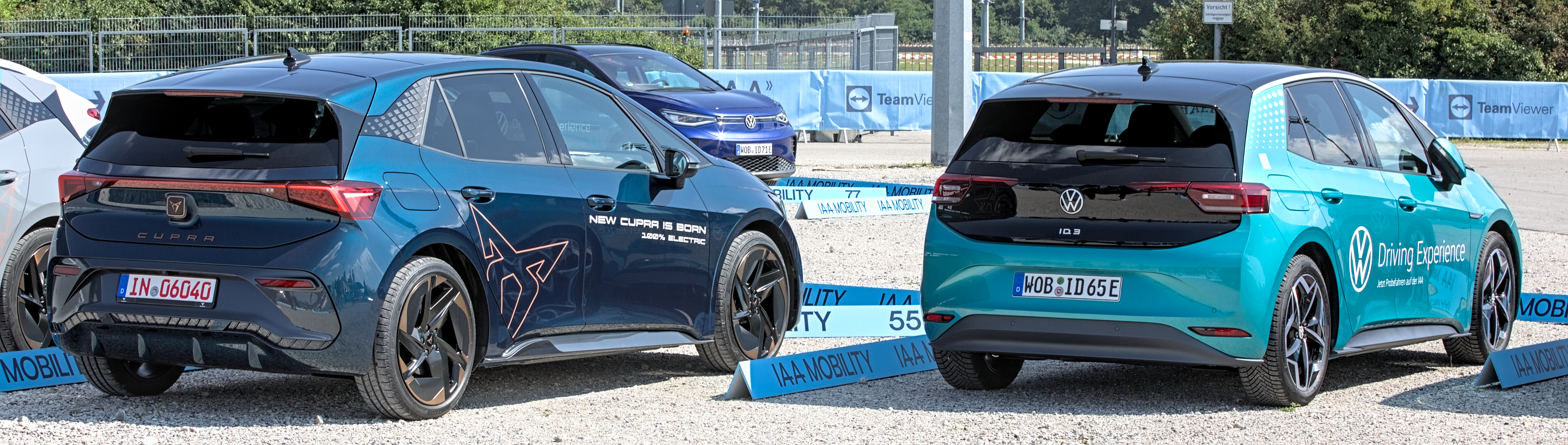
Der Cupra Born und der VW ID.3 erscheinen sehr ähnlich und sind großteils auch baugleich

Badge-Engineering ist ein Begriff, der hauptsächlich in der Automobil- und Elektroindustrie, sowie im Lebensmittelbereich Anwendung findet. Der aus dem Englischen stammende Begriff bedeutet Marke oder Merkmal und beschreibt das Gegenstück zum Original Equipment Manufacturer, dem eigentlichen Entwickler/Hersteller. Ein Produkt wird zuerst von einem solchen Erstausrüster entwickelt und hergestellt. Beim Badge-Engineering wird dann die Vermarktung des Produktes von einem oder mehreren anderen Unternehmen übernommen, deren „Ingenieurleistung“ sich darauf beschränkt, ihr Markenemblem (Badge) anzubringen. Die Wortwahl ist also von (selbst-)ironischer Natur, da es sich um keine wirkliche Ingenieursleistung (Engineering) handelt.
Der Verweis auf das „Badge“-Emblem verweist auf die Begriffsgeschichte, bei der an einem Kraftfahrzeug nur die Verzierungen ausgetauscht werden, die mit dem Unternehmens-Erscheinungsbild verbunden werden. Dazu gehören Schriftzüge mit dem Herstellernamen und Modellserien, sowie Elemente wie die Kühlerfigur, Kühlergrill und eben das Markenlogo des Herstellers, das als Emblem gewöhnlich dazugestellt wird. Die einzelnen Marken können so mit geringem Kostenaufwand ihre Produktpalette ausweiten. Veränderungen und optische Retuschen am Produkt sind oft nur gering. Über reine Verzierungen hinaus ersetzt man auch häufig Rücklichter und andere Kleinteile, die regelmäßig als Gleichteile aus einem anderen Produkt direkt übernommen werden können. In extremen Fällen steuert ein Hersteller einen eigenen Motor bei, der vom ursprünglichen Hersteller nicht angeboten wird. Dabei kommt es zu einem Übergang zu automobilen Plattformen, die sich über Modellserien hinweg die gleichen Motoren und anderen Komponenten teilen, und hier nun auf das Grundmodell eines anderen Herstellers ausgeweitet wird.
Dabei gibt es hauptsächlich zwei Arten:
- Ein unbekanntes Unternehmen entwickelt ein Produkt und stellt es her, wonach ein bekanntes Unternehmen nur noch sein Logo/Badge anbringt.
- Ein bekanntes Unternehmen entwickelt ein Produkt und stellt es her, wonach z. B. ein Discounter das Logo/Badge seiner unbekannteren Eigenmarke anbringt. 
Parallel dazu vermarktet der bekannte Hersteller das Produkt auch unter seinem eigenen Namen oder seinen eigenen Marke.

## Automobilbau

Beispiele aus dem Automobilbau
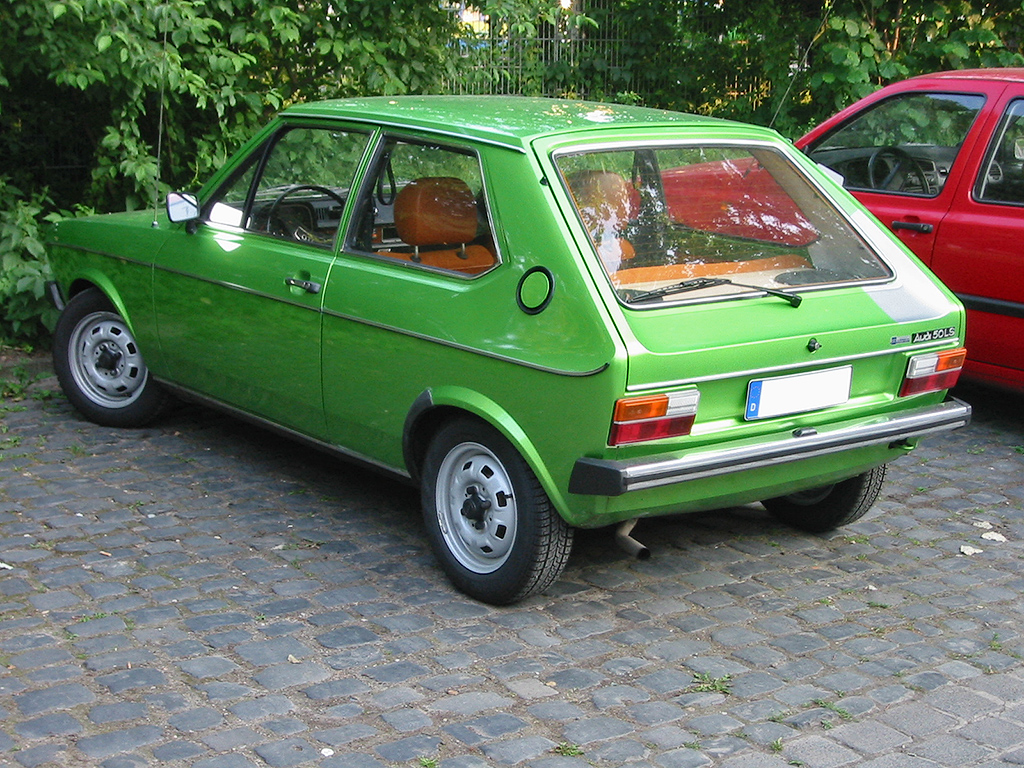
1970er Jahre: Audi 50 …
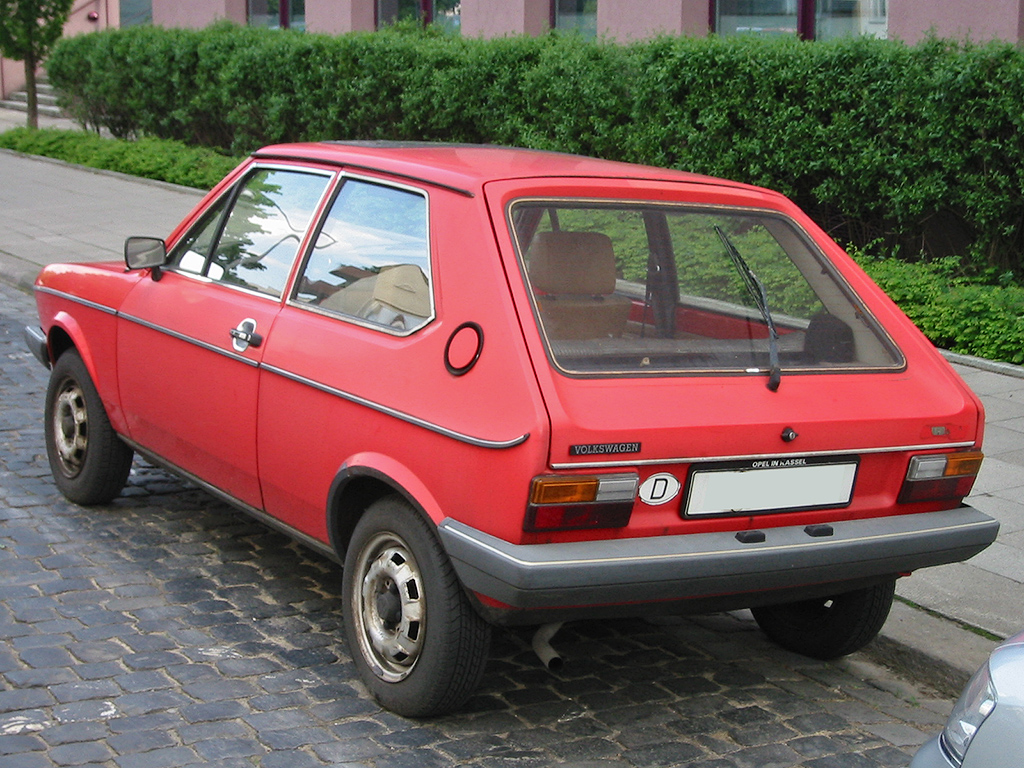
… und der fast baugleiche VW Polo I

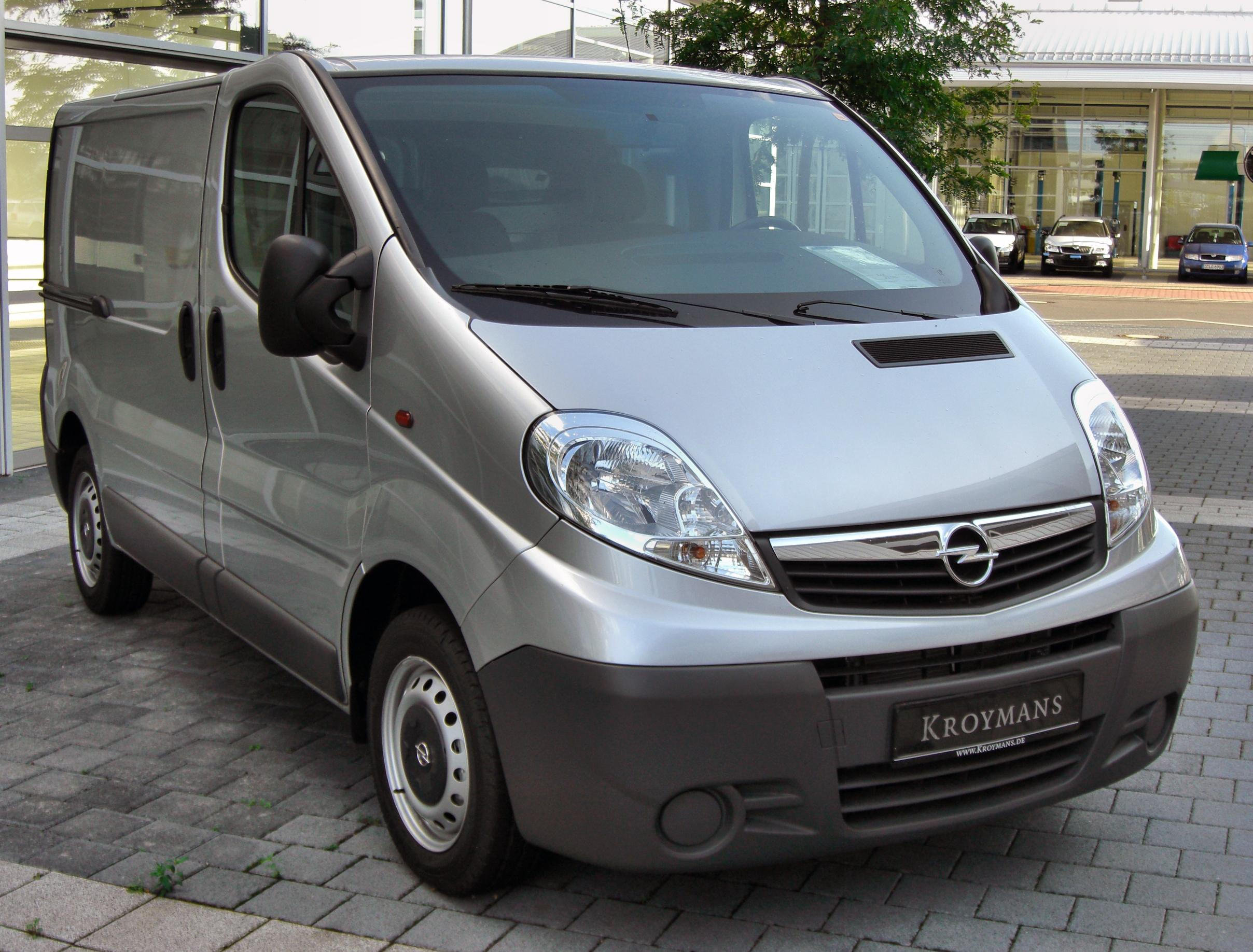
Opel Vivaro
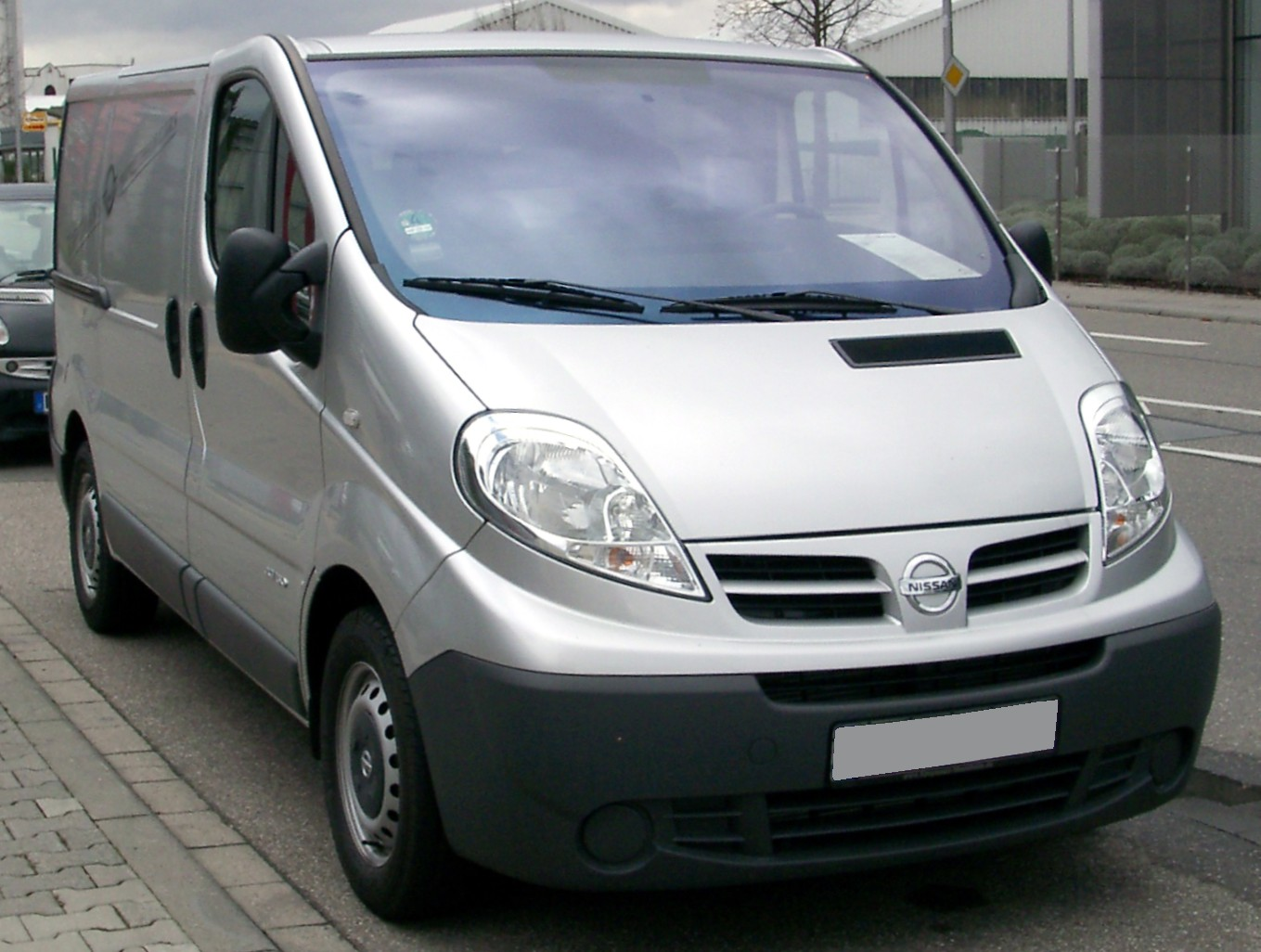
Nissan Primastar
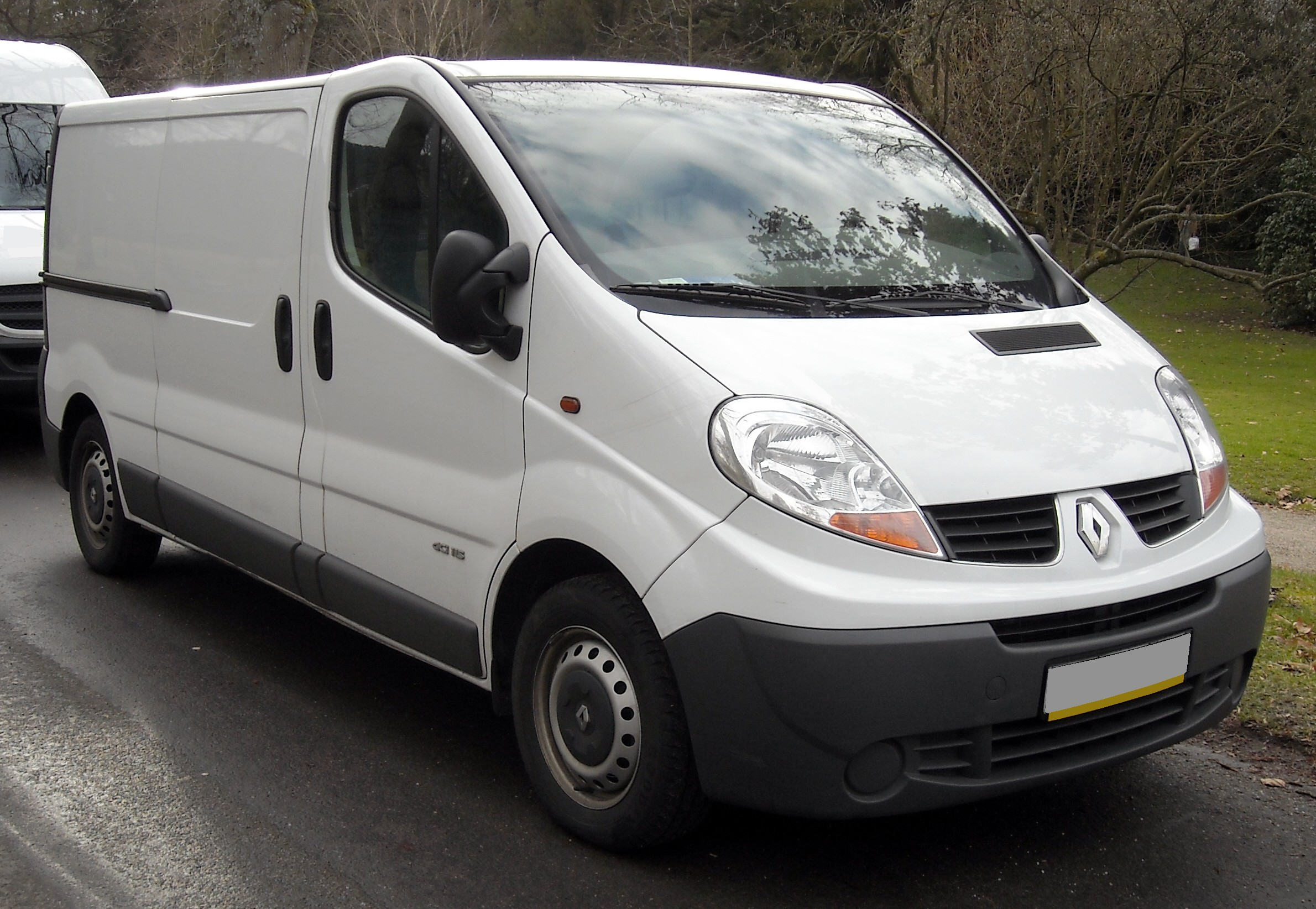
Renault Trafic
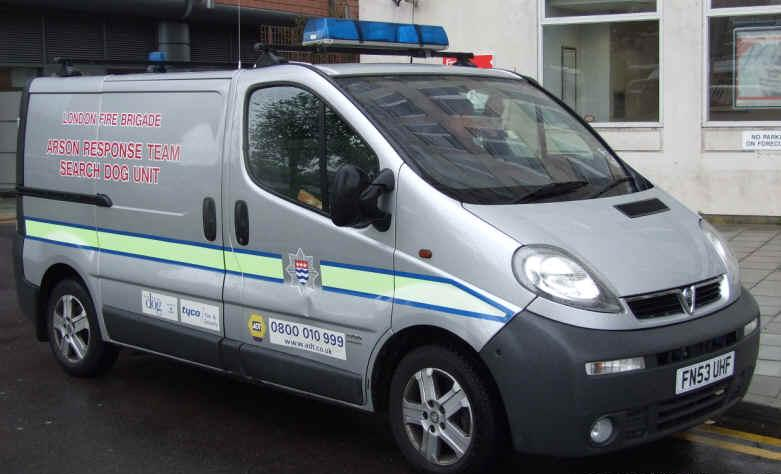
Vauxhall Vivaro

Vor allem bei US-amerikanischen und britischen Herstellern hat das Badge-Engineering eine lange Tradition. Im Vereinigten Königreich boten besonders die BMC und die Rootes-Gruppe gleiche Fahrzeugkonzepte mit nur geringen Änderungen unter verschiedenen Namen an.
BMC verkaufte den Typ ADO 16 unter anderem als Morris 1100, MG 1100, Vanden Plas Princess, Austin 1100, Wolseley 1100 und Riley Kestrel auf dem britischen Markt und ließ ihn in Lizenz in Italien als Innocenti und in Spanien als Authi fertigen. Der Rootes Arrow lief 1969 unter acht verschiedenen Bezeichnungen vom Band: als Hillman Hunter und Minx, Singer Gazelle und Vogue, Humber Sceptre und Sunbeam Rapier, Alpine und H 120. Auch Jaguar und Rolls-Royce hatten ihre Aliasnamen, bei Jaguar ist das Daimler und bei Rolls-Royce Bentley.
Auch bei den großen US-amerikanischen Fahrzeugherstellern wie dem General-Motors-Konzern (GM) gehört Badge-Engineering zum Produktkonzept: auf dem US-Markt trat GM unter anderem als Chevrolet, Buick, Oldsmobile, Pontiac und Cadillac auf, wobei nicht alle Modelle unter allen Marken angeboten wurden und die scheinbare Konkurrenz sich nicht über alle Marken erstreckte. Ähnlich verhält es sich mit Ford mit Mercury und dem Nobelableger Lincoln sowie dem Chrysler-Konzern mit den Marken Chrysler, Dodge, DeSoto und Plymouth.
Die Firmen Vauxhall und Holden bringen in Europa und Australien fast identische Modelle mit Rechtslenkung auf den Markt, die mit Linkslenkung als Opel verkauft werden.
Außerdem war der in Deutschland gebaute Opel Omega zeitweise in den USA als Cadillac Catera erhältlich. 2007 bis 2009 wurde der Opel Astra H in den USA unter der Marke Saturn verkauft. Der Opel Kadett E lief in Brasilien bis 1998 als Chevrolet Kadett vom Band und war zu Zeiten seiner Vermarktung in Europa unter anderem als Pontiac LeMans (Nordamerika) und als Daewoo Racer (Asien, Osteuropa) erhältlich. Dies trifft bei General Motors auch auf die Vermarktung von Isuzu-Modellen zu.
Ein weiteres Beispiel sind die Transporter und Minivans des französischen Autoherstellers PSA, die in Kooperation mit Fiat von Sevel produziert werden. Der Transporter wird als Fiat Ducato, Citroën Jumper und Peugeot Boxer sowie Toyota Proace verkauft, der Kleintransporter heißt Fiat Scudo, Citroën Jumpy, Peugeot Expert oder Toyota Proace City, die Vans liefen als Fiat Ulysse, Citroën C8, Peugeot 807 und Lancia Zeta vom Band. Nachdem 2017 Opel von PSA übernommen wurde, welches sich 2021 mit Fiat zu Stellantis zusammenschloss, sind auch Opel Combo und Fiat Doblo (Hochdachkombis) sowie Opel Vivaro, Fiat Scudo und Fiat Ulysse (Kleintransporter) weitgehend baugleich mit den Citroen/Peugeot/Toyota-Modellen und werden in den ursprünglichen Citroen/Peugeot-Werken hergestellt und je nach Marke mit minimalen Änderungen ausgestattet.
Eine ähnliche Zusammenarbeit bestand zwischen Renault, Nissan und (bis 2021) Opel. Deren Transporter liefen nicht nur als Renault Master bzw. Trafic, sondern auch von 2000 bis 2021 als Opel Movano bzw. von 2001 bis 2017 als Vivaro vom Band. Seit 2003 gibt es sie im Rahmen der 1999 abgeschlossenen Renault-Nissan-Allianz auch noch als Nissan Primastar und Interstar zu kaufen. Der Mercedes-Benz Citan ist von dem Renault Kangoo (Typ W, seit 2008) abgeleitet.
Die Elektro-Kleinstwagen Mitsubishi i-Miev, Citroën C-ZERO und der Peugeot iOn werden gleichermaßen im Mizushima-Werk in Japan gefertigt. Die europäischen Varianten haben neben einer anderen Innenausstattung und anderen Stoßfängern auch eine breitere Spur, sind ansonsten jedoch baugleich.
Der Fiat Freemont ist fast baugleich mit dem Dodge Journey, die im gleichen Werk in Mexiko hergestellt werden.
Aus dem Kleinwagen Audi 50 (1974–1978) entstand der weitestgehend baugleiche VW Polo I (1975–1981). VW Sharan I, Ford Galaxy I und Seat Alhambra I waren fast baugleich.
Einige Jahre wurde der Mercedes-Benz Sprinter auch als VW LT (1996–2006), VW Crafter (2006–2016), Dodge Sprinter (2004–2009) und Freightliner Sprinter (seit 2001) gebaut.
VW Lupo und Seat Arosa sind weitgehend baugleich. Die Fahrzeuge der New Small Family, VW up!, Seat Mii und Škoda Citigo, werden im gleichen Werk in Bratislava hergestellt.
Weitgehend baugleich sind auch Citroën C1 (2005–2008), Peugeot 107 (2005–2007) und Toyota Aygo (2005–2014). Alle wurden im Werk von Toyota Peugeot Citroën Automobile (TPCA) in Kolín (Tschechien) gebaut.
Weitere Beispiele im Artikel Plattform (Automobil).

## Auto-Veteranen
Auch in früheren Zeiten kam es häufig vor, dass in einem fremden Land ein Auto nicht unter der Marke des Herstellers, sondern unter einem anderen, beispielsweise des Händlers, vertrieben wurde. So wurde zum Beispiel der von Theodor Bergmann produzierte Typ „Orient Expreß“ in Großbritannien als Beaufort vertrieben. In Deutschland konnte man die verschiedenen Typen des US-amerikanischen Herstellers Plymouth bis 1939 unter dem Namen „HANKO Rheingold“ kaufen: Offensichtlich sollte mit diesem Namen vorgetäuscht werden, dass es sich um ein rein deutsches Produkt handle.
In Österreich wurden in den 1920er Jahren Produkte des italienischen Herstellers Automobili Aurea unter dem Firmenlogo Ditmar & Urban vertrieben.
Vielfach ist allerdings in der Zeit vor dem Zweiten Weltkrieg Badge Engineering nur schwer nachweisbar, weil vielfach Originalquellen verschwunden sind und daher völlig offen bleibt, ob lediglich das Firmenlogo ausgetauscht wurde oder ob es sich z. B. um einen Lizenzbau handelte.

## Motorradbau
Nach der aufeinanderfolgenden Übernahme der italienischen Motorradhersteller Benelli 1971 und Moto Guzzi 1972 durch De Tomaso verließen bis 1982 ein Dutzend bis auf das Markenemblem und die Verkaufsbezeichnung identische Modelle beider Marken das Benelli-Werk in Pesaro, siehe Liste der Moto-Guzzi-Motorräder.

## Elektronik- und Elektrogeräte
In den 1980er Jahren kam es zu stärkerem Wettbewerb in der Unterhaltungselektronik durch den Markteintritt erst japanischer, dann südkoreanischer Hersteller, die ihre Produkte neben der Eigenmarke teils unter bekannten deutschen Marken angeboten hatten; z. B. Panasonic-Geräte unter Blaupunkt oder JVC unter SABA oder Nordmende, sowie Sharp ebenfalls unter Blaupunkt.
Mehrere Unternehmen wie Harman Becker Automotive Systems (im Bereich Auto-HiFi und -Navigation, zum Beispiel für Mercedes-Benz) oder BSH Hausgeräte stellen Produkte her, die unter zahlreichen Labels und weitgehend baugleich vermarktet werden.
Einige asiatische (z. B. türkische oder chinesische) Unternehmen haben die Rechte von eingeführten Marken gekauft (z. B. Telefunken, Beko und Grundig), um neben der anonymen Zuarbeit für andere Unternehmen auch selbst als Hersteller auftreten zu können.

## Lebensmittel
Vor allem im Discounter-Bereich werden Produkte unter Handelsmarken angeboten, die von etablierten Herstellern mit Verpackungen zugeliefert werden, die von der markenbekannten Produktpalette abweichen, aber in den meisten Fällen identische Qualität haben. Bei Aldi werden zum Beispiel Lebensmittel von Bahlsen und Zentis als Eigenmarken verkauft. Zunehmend lassen Discounter aber auch ihre Eigenmarken-Produkte in eigenen Fabrikationsanlagen oder von vertragsgebundenen Subunternehmen herstellen.

## Bekleidung
Seit dem 19. Jahrhundert gibt es Sweatshops, die für renommierte Unternehmen billig Kleider und Schuhe produzieren; häufig unter inhumanen Bedingungen. Zuerst waren diese kleinen Zulieferer in der Nähe der Abnehmer, inzwischen aber fast ausschließlich in Niedriglohnländern, vorwiegend im asiatischen Raum. Die Fertigungstiefe bei diesen Zulieferern ist inzwischen so hoch, dass das Unternehmen des Markeninhabers viele Produkte ohne weitere Bearbeitung vermarkten kann. Zunehmend werden auch hier (wie im Elektronikbereich) verschiedene Unternehmen von einem Zulieferer bedient, der dann bereits vor Ort das Badge Engineering durch die Applikation von Markenzeichen, kleinen Design-Unterschieden und entsprechender Verpackung vornimmt.

## Musikinstrumente
Etwa seit den 1960er Jahren lassen bekannte Markeninhaber wie Fender, Yamaha Corporation oder Ibanez teilweise Gitarren, Bässe und Verstärker von weitgehend unbekannten Herstellern wie dem japanischen Unternehmen Fujigen mit dem jeweils eigenen Label fertigen.